# Satu Mare (županija)
Satu Mare županija je na sjeveru Rumunjske u povjesnoj pokrajini Transilvaniji glavni grad je Satu Mare. Rumunji su najbrojniji narod a postoji i velika mađarska manjina.

## Demografija
Po popisu iz 2007. godine u županiji živi 336.270 stanovnika, dok je prosječna gustoća naseljenosti je 83 stan/km².
- Rumunji - 59%
- Mađari - 35%
- Romi - 3,5%
- Nijemci - 1,7%
- Rusini, Ukrajinci, Slovaci, ostali.

Mađari većinom žive na području uz mađarsku granicu.
| Godina | Ukupno stanovnika | Rumunji | Mađari  | Nijemci |
| ------ | ----------------- | ------- | ------- | ------- |
| 1880.  | 194.326           | 76.668  | 95.681  | 13.449  |
| 1890.  | 216.158           | 85.663  | 114.836 | 14.030  |
| 1900.  | 245.855           | 93.591  | 138.086 | 12.165  |
| 1910.  | 267.310           | 93.264  | 166.369 | 6.709   |
| 1920.  | 262.937           | 124.476 | 81.242  | 34.982  |
| 1948.  | 312.672           |         |         |         |
| 1956.  | 337.531           | 180.930 | 145.880 | 3.588   |
| 1966.  | 359.393           |         |         |         |
| 1977.  | 393.840           |         |         |         |
| 1992.  | 400.789           |         |         |         |
| 2002.  | 367.281           |         |         |         |
| 2007.  | 366.270           |         |         |         |

## Geografija
Županija Santu Mare zauzima površinu od 4,418 km². U njoj se i nalazi dio planine Karpati.
Susjedne države su joj mađarska županija Szabolcs-Szatmár-Bereg, te ukrajinska Zakarpatska oblast. Od rumunjskih županija graniči s Maramureş, Bihor i Sălaj. Santu Mare županija je također i jedna od članica Karpatske euroregije.

## Administrativna podjela
Županija ima 2 municipija, 4 grada i 58 općina.

### Municipiji
- Satu Mare
- Carei

### Gradovi
- Ardud
- Negreşti-Oaş
- Tăşnad
- Livada

### Općine
| - Acâş - Agriş - Andrid - Apa - Bătarci - Beltiug - Berveni - Bixad - Bârsău - Bogdand - Botiz - Călineşti-Oaş - Cămărzana - Cămin - Căpleni | - Căuaş - Cehal - Certeze - Ciumeşti - Craidorolţ - Crucişor - Culciu - Doba - Dorolţ - Foieni - Gherţa Mică - Halmeu - Hodod - Homoroade - Lazuri | - Medieşu Aurit - Micula - Moftin - Odoreu - Oraşu Nou - Păuleşti - Petreşti - Pir - Pişcolt - Pomi - Porumbeşti - Sanislău - Santău - Săcăşeni | - Săuca - Socond - Supur - Tarna Mare - Terebeşti - Tiream - Târşolţ - Turţ - Turulung - Urziceni - Valea Vinului - Vetiş - Viile Satu Mare - Vama |

## Referene
1. ↑  National Institute of Statistics, "Populaţia după etnie"  Arhivirana inačica izvorne stranice od 16. kolovoza 2009. (Wayback Machine)
2. ↑  Structura Etno-demografică a României
3. ↑  Erdély etnikai és felekezeti statisztikája
4. ↑  National Institute of Statistics, "Populaţia la recensămintele din anii 1948, 1956, 1966, 1977, 1992 şi 2002"  Arhivirana inačica izvorne stranice od 22. rujna 2006. (Wayback Machine)